# Organics Brasil
Organics Brasil ou Organics Brazil é um programa de promoção internacional de produtos orgânicos e sustentáveis do Brasil no mercado internacional, criado em 2005 pela Agência de Promoção de Exportações e Investimentos, e pelo Instituto de Promoção do Desenvolvimento com apoio institucional da Federação das Indústrias do Estado do Paraná até o ano de 2011.
É um programa que tem abrangência nacional atendendo empresas nacionais dos segmentos de alimentos e bebidas, cosméticos, têxteis e de serviços. O Programa se iniciou em 2005 com 12 empresas do Estado do Paraná e atualmente conta com empresas de 14 Estados.

## Objetivos e ações
O principal objetivo é promover o setor de orgânicos no mercado internacional, atrair investimentos, incrementar as exportações do setor, dentro do universo do agronegócio, numa extensa gama de produtos dos segmentos de alimentos e bebidas, produtos de higiene pessoal e cosméticos e têxteis.
Em 2013 o projeto conta com 59 empresas de 14 estados do pais representadas pelo programa.

## Empresas associadas e Produtos
O projeto conta com empresas e cooperativas que produzem as seguintes categorias de produtos:
- Demeter
- Alimentos
- Bebidas
- Cosméticos
- Ingredientes
- Têxtil
- Serviços
- Novidades[2]

E produtos orgânicos específicos:
- Açaí
- Açaí em pó
- Achocolatados
- Açúcar
- Açúcar mascavo
- Álcool Etílico
- Amazônia
- Arroz
- Artesanato
- Azeite de oliva
- Banana passa
- Bokashi
- Cacau
- Cacau em pó
- Cachaça
- Café
- Calda de fruta
- Castanhas
- Cera de abelha
- Cereais
- Certificadoras
- Chás
- Conservas
- Cookies
- Cosméticos
- Demeter
- Erva mate
- Farinhas intergrais
- Feijão adzuki
- Feijão preto
- Fertilizantes
- Frango
- Frutas
- Frutas - extratos secos
- Frutas - polpa
- Frutas secas
- Geléias
- Guaraná
- Hortaliças
- Ingredientes
- Mandioca
- Mel
- Melado
- Óleo de palma
- Ovos
- Pólen
- Produtos de limpeza
- Própolis
- Soja e produtos de soja
- Sucos
- Têxtil
- Vinho[2]